# Ustawa sukcesyjna Bolesława Krzywoustego
Ustawa sukcesyjna Bolesława Krzywoustego (zwana też testamentem lub statutem) – akt prawno-polityczny, w którym Bolesław Krzywousty ustalił zasady następstwa tronu i wprowadził podział terytorialny Polski między swoich synów.
Według założeń – główna władza należała do księcia zwierzchniego (łac.) princepsa, którym każdorazowo miał zostawać najstarszy przedstawiciel (senior) rodu. Miał on władzę zwierzchnią nad juniorami. Do jego obowiązków m.in. należało: obrona granic państwowych, prowadzenie polityki zagranicznej, mianowanie arcybiskupa i biskupów oraz prawo bicia monety. Utrzymywał też w dzielnicach innych książąt załogi.

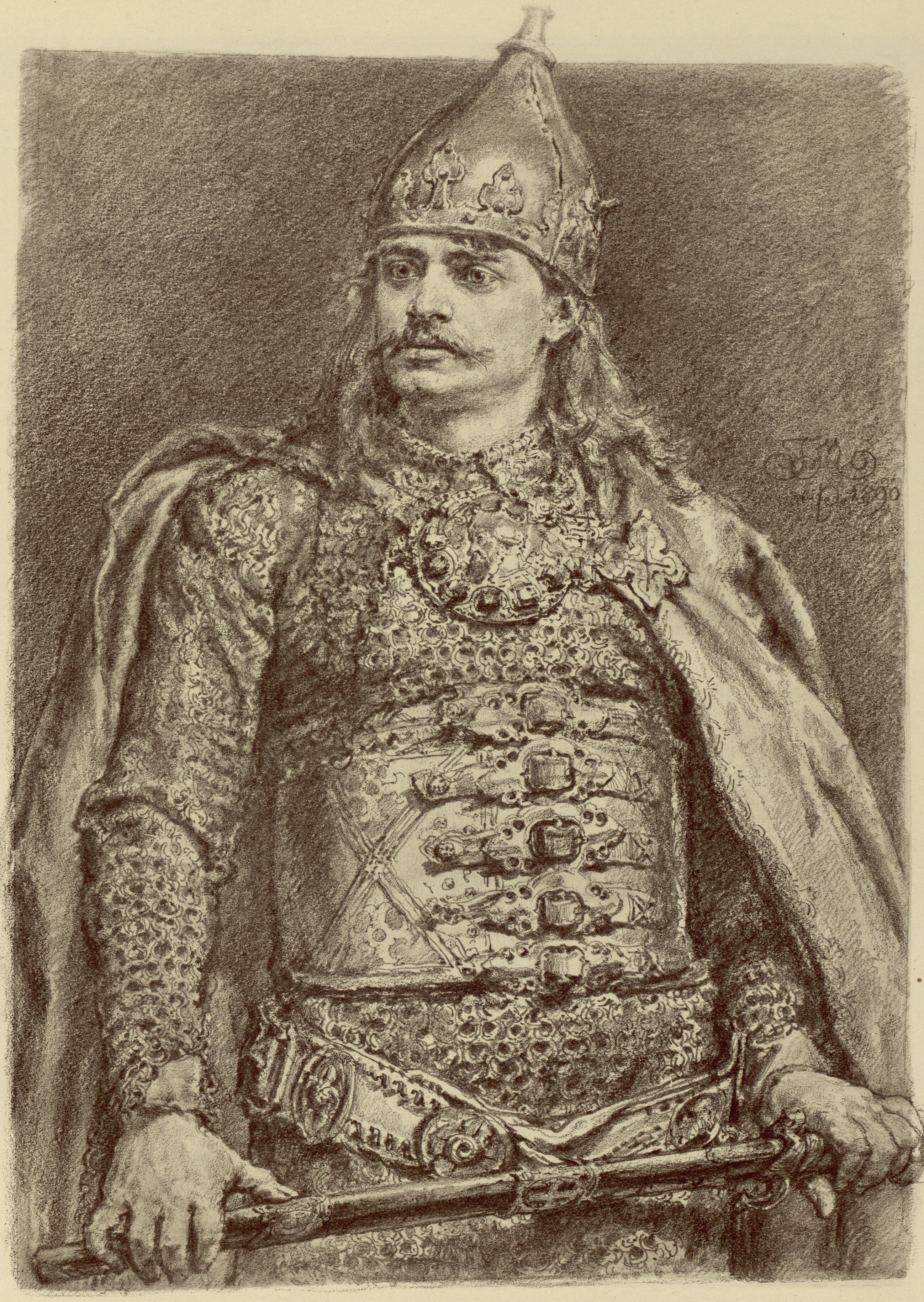
Bolesław Krzywousty

## Czas powstania dokumentu
Rozporządzenia w sprawie sukcesji weszły w życie tuż po śmierci Bolesława Krzywoustego w 1138, natomiast nie jest znana data ich ustanowienia. Przypuszcza się, że mogło to nastąpić w 1115 lub 1116 po narodzinach syna Leszka, bądź po buncie palatyna Skarbimira w 1117. Historyk Stanisław Szczur krytycznie odniósł się do tej hipotezy. Stwierdził, że takie tłumaczenie tła buntu w kontekście ustawy sukcesyjnej jest jedynie przypuszczeniem z uwagi na brak materiałów źródłowych.
Według Janusza Bieniaka testament Krzywoustego został sporządzony podczas świąt bożonarodzeniowych w 1117. Wysunięta przez badacza teza została poddana krytyce M. Dworsatschka. Karol Maleczyński na podstawie źródeł wskazał, że oryginalny dokument postanowień sukcesyjnych powstał w 1137. Ustawa została anulowana w 1180, następnie przywrócona przez papieża Innocentego III na skutek petycji książąt śląskich (1210).

## Podział państwa w 1138

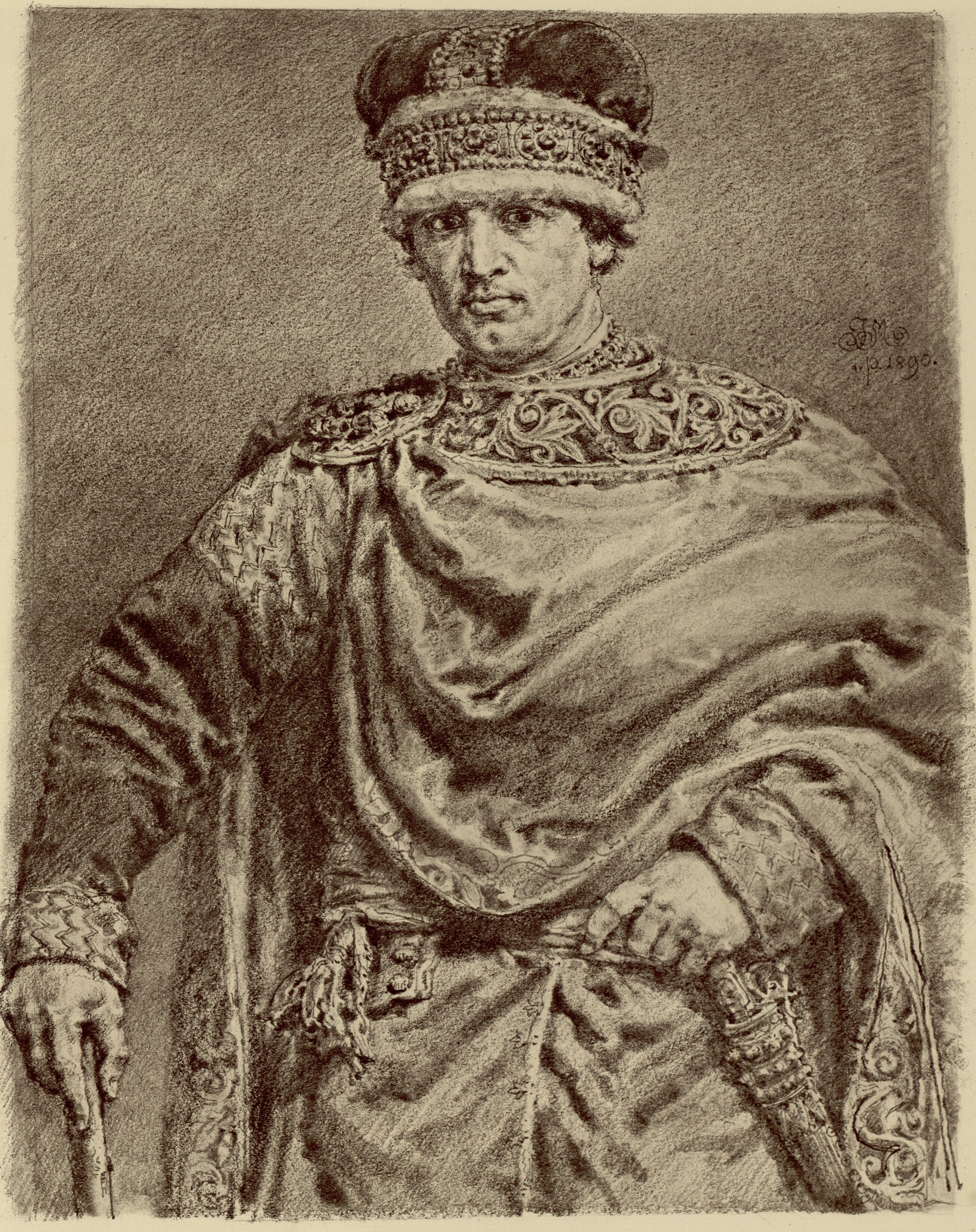
Władysław II Wygnaniec

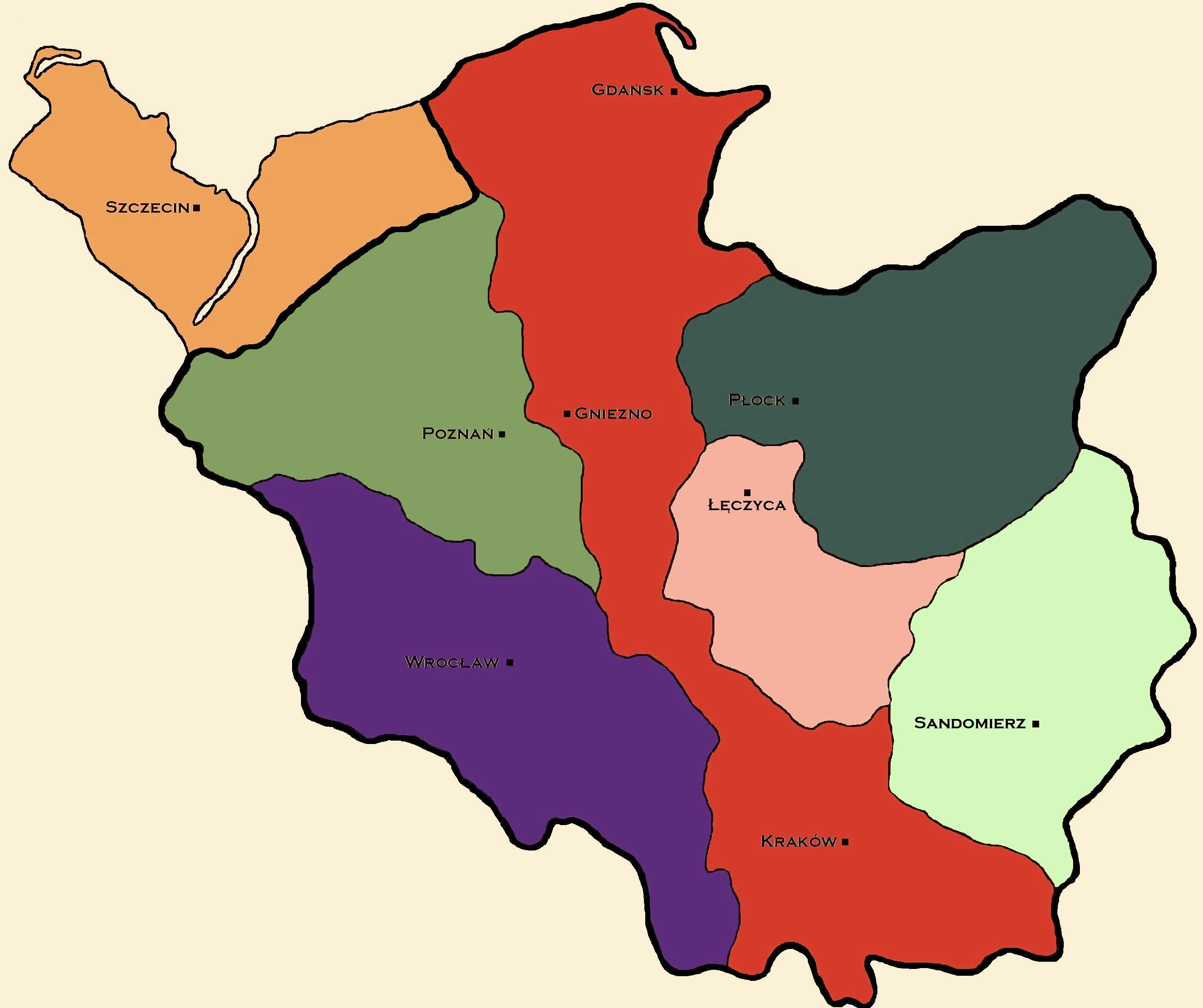
Podział ziem Polski na dzielnice w 1138 (na podstawie Ustawy Sukcesyjnej Bolesława Krzywoustego):
Dzielnica senioralna (Pomorze Gdańskie, wschodnia Wielkopolska, zachodnie Kujawy, ziemia wieluńska, Małopolska)
Dzielnica Władysława II (księstwo śląskie)
Dzielnica Bolesława IV (księstwo mazowieckie obejmujące Mazowsze, wschodnie Kujawy)
Dzielnica Mieszka III (księstwo wielkopolskie obejmujące zachodnią Wielkopolskę)
Dzielnica Henryka (księstwo sandomierskie)
Oprawa wdowia Salomei (prowincja / księstwo łęczyckie obejmujące ziemię łęczycką, ziemię sieradzką i trzy kasztelanie zapilickie / nadpilickie)
Lenno Polski pod kontrolą princepsa (księstwo pomorskie)

Dzielnica senioralna (Pomorze Gdańskie, wschodnia Wielkopolska, zachodnie Kujawy, ziemia wieluńska, Małopolska)
     Dzielnica Władysława II (księstwo śląskie)
     Dzielnica Bolesława IV (księstwo mazowieckie obejmujące Mazowsze, wschodnie Kujawy)
     Dzielnica Mieszka III (księstwo wielkopolskie obejmujące zachodnią Wielkopolskę)
     Dzielnica Henryka (księstwo sandomierskie)
     Oprawa wdowia Salomei (prowincja / księstwo łęczyckie obejmujące ziemię łęczycką, ziemię sieradzką i trzy kasztelanie zapilickie / nadpilickie)
     Lenno Polski pod kontrolą princepsa (księstwo pomorskie)

### Zasada pryncypatu-senioratu
Doświadczenia wyniesione z własnego domu doprowadziły do ustanowienia przez Bolesława Krzywoustego sukcesji i podziału sfer wpływów pomiędzy synów. Na powiernika i wykonawcę swych postanowień Krzywousty wyznaczył Piotra Włostowica, swojego długoletniego palatyna. W swoim testamencie, zwanym również statutem lub aktem, książę wprowadził w Polsce zasadę pryncypatu-senioratu, chcąc w ten sposób zachować jedność państwa i zapobiec walkom o władzę między synami. Postanowienia ustawy zostały ujęte w bulli Innocentego III w 1210.
Zasada sukcesji polegała na tym, że kolejnym władcą księstwa, czyli princepsem rezydującym w dzielnicy pryncypacko-senioralnej, zostawał najstarszy w momencie śmierci dotychczasowego princepsa przedstawiciel dynastii piastowskiej. W źródłach istnieje rozbieżność w kwestii sprawowanej ówcześnie władzy. Papież Innocenty III w swojej bulli mówił o pryncypacie, zaś kronikarz średniowieczny Wincenty Kadłubek o starszeństwie i primogeniturze. Kadłubek połączył w jednym zdaniu dwa systemy, tj. sposób dziedziczenia władzy zwierzchniej ze sposobem dziedziczenia władzy w poszczególnych dzielnicach, gdzie miała obowiązywać primogenitura. Wśród historyków istnieje pogląd, że Bolesław Krzywousty nie ustanowił senioratu, lecz primogeniturę przynależną wyłącznie pierworodnemu Władysławowi II i jego następcom. Przyczynkiem do takiej hipotezy miały być: objęcie władzy przez Bolesława Kędzierzawego w 1146 i charakter jej sprawowania.

### Podział Księstwa Polskiego
Bolesław podzielił państwo na następujące dzielnice:
- Dzielnica senioralna ze stolicą w Krakowie miała być niedziedziczna i niepodzielna[10][13]. Składały się na nią ziemie: krakowska, sieradzka i łęczycka oraz Pomorze Gdańskie, a być może także zachodnia część Kujaw z Kruszwicą[14][15], wschodnia część Wielkopolski z Kaliszem i Gnieznem[16]. Przynależność wschodniej Wielkopolski i zwłaszcza Kujaw do dzielnicy senioralnej jest jednak kwestionowane przez część badaczy[17]
- Władysław II otrzymał Śląsk ze stolicą we Wrocławiu oraz ziemię lubuską[18] zapewne już w latach 1124–1125 po ślubie z Agnieszką Babenberg[19]. Jako najstarszy wśród synów Krzywoustego został pierwszym seniorem (princepsem)[20],
- Bolesław Kędzierzawy – Mazowsze ze stolicą w Płocku oraz Kujawy (ewentualnie tylko wschodnią część Kujaw)[21],
- Mieszko Stary otrzymał Wielkopolskę ze stolicą w Poznaniu, być może bez ziemi gnieźnieńskiej i kaliskiej (o ile weszły w skład dzielnicy senioralnej).
- Henryk Sandomierski natomiast ziemię sandomierską ze stolicą w Sandomierzu z Lubelskiem aż po Bug ku północy i wschodowi[18][22].

Salomea, wdowa po Bolesławie, otrzymała tzw. oprawę wdowią część terytorium (ziemię łęczycką lub łęczycko-sieradzką). Po jej śmierci ziemie te miały być włączone do dzielnicy senioralnej. Kazimierz Sprawiedliwy, najmłodszy syn Bolesława, nie został uwzględniony w ordynacji, gdyż urodził się po śmierci ojca bądź na krótko przed nią. Pomorze Zachodnie jako lenno miało pozostawać pod kontrolą princepsa.
Statut Krzywoustego nie przewidywał dziedziczenia ziem przez potomków jego synów. Po ich śmierci dzielnice te miały zostać włączone do domen seniora. Ich władza nad poszczególnymi ziemiami miała charakter namiestniczy. Późniejsze walki jednak sprawiły, że zarządzane przez nich prowincje przekształciły się w dziedziczne dzielnice. W założeniu Bolesława Krzywoustego podział ten miał utrzymać jedność kraju oraz ugruntować pokój i zgodę między braćmi. Ustawa ustalająca zasady dziedziczenia ograniczała wpływ możnych na obsadę tronu po śmierci władcy i utrwalała rządy dynastii piastowskiej w Polsce. Jednakże statut przyczynił się do rozbicia dzielnicowego Polski (zjawisko występujące w wielu europejskich krajach w średniowieczu) i upadku władzy centralnej.

## Upadek statutu

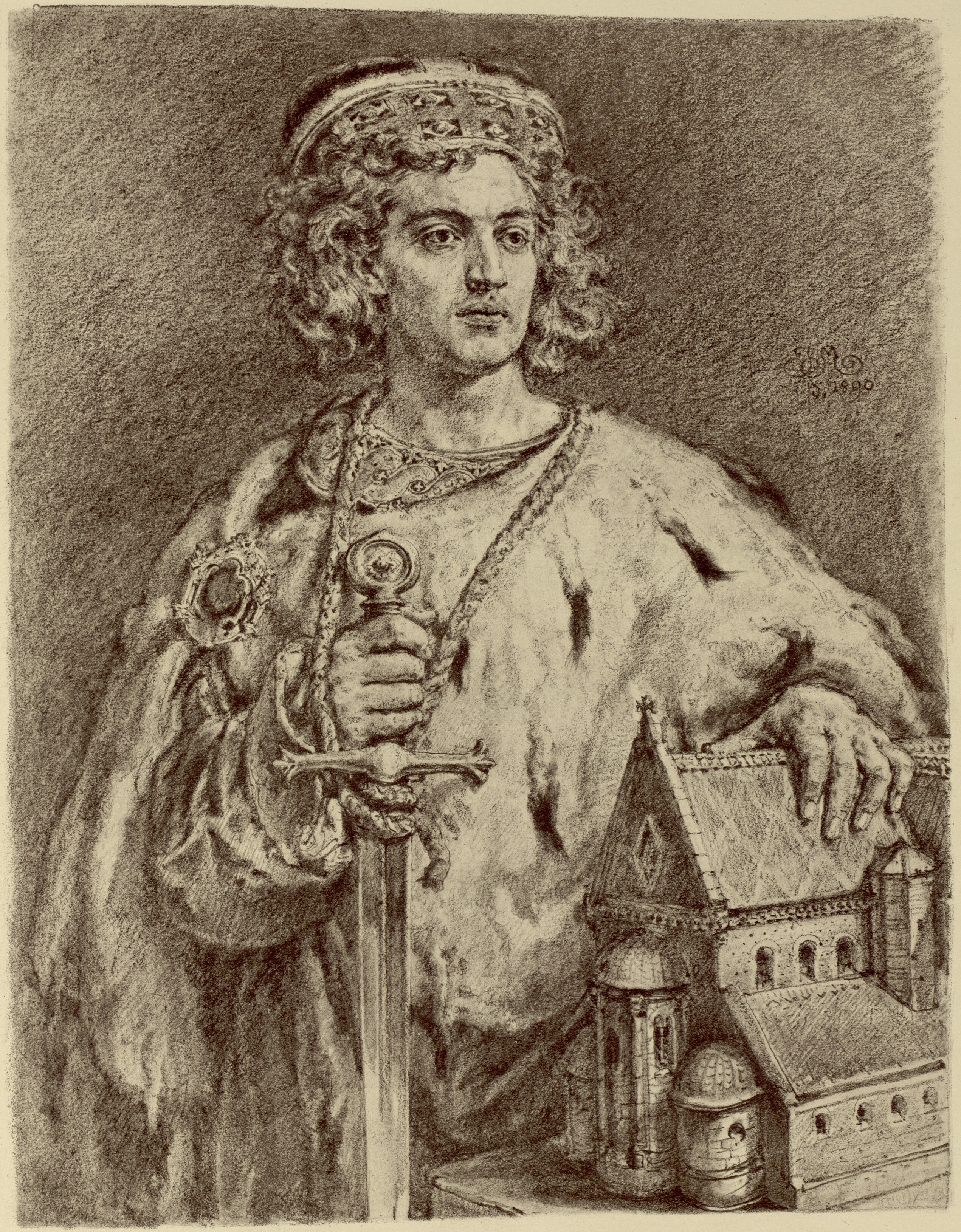
Bolesław Kędzierzawy

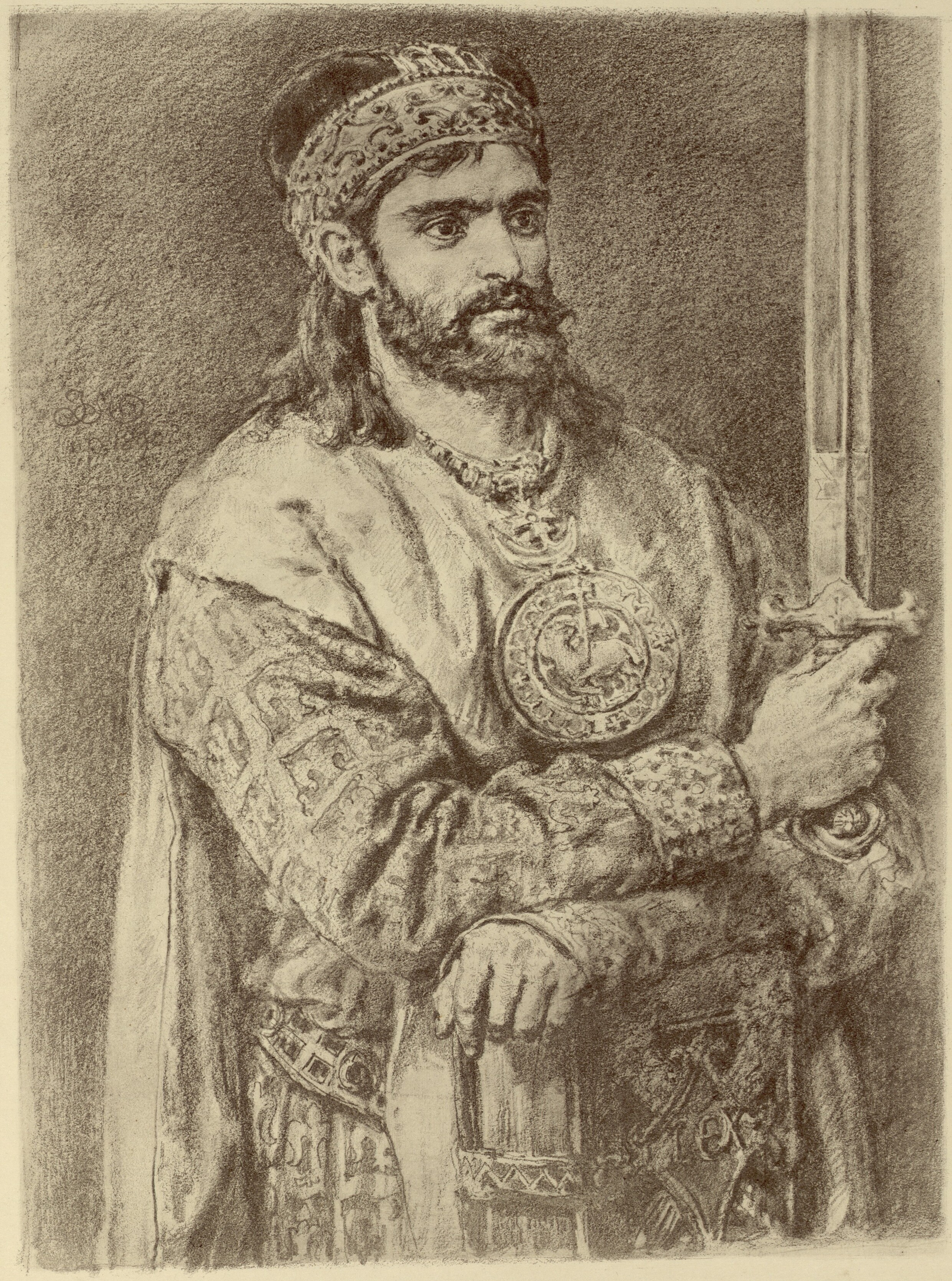
Kazimierz Sprawiedliwy

Synowie Bolesława Krzywoustego od początku nie byli zadowoleni z postanowień ustawy ojca. Zarzewiem sporu był antagonizm pomiędzy pierworodnym synem Władysławem, zrodzonym z pierwszej żony księcia – Zbysławy, a jego przyrodnimi braćmi, których matką była Salomea. Władysław II dążył do jedynowładztwa. Siłą pragnął wymusić posłuszeństwo i podporządkowanie. Przeciwko zabiegom seniora opowiedzieli się możnowładcy oraz hierarchowie kościelni. Przy pomocy Rusi senior w 1142 doprowadził do otwartego konfliktu z braćmi. Mimo zwycięstwa Władysława II juniorzy zachowali swoje domeny. Do kolejnych zatargów doszło po śmierci Salomei w 1145 (bitwa nad bagnami Pilicy) oraz 1146 (opanowanie Krakowa przez juniorów). Princeps udał się na wygnanie do Niemiec, skąd podejmował próby odzyskania władzy. Walka o przywrócenie sukcesji doprowadziła do dwóch najazdów niemieckich na Polskę – Konrada III (1146) oraz Fryderyka Barbarossy (1157). Po drugim przegranym konflikcie, bracia uznali zwierzchnictwo cesarza. Gwarantem wykonania postanowień krzyszkowskich było wzięcie jako zakładnika Kazimierza II. Najazdy te ukazały słabość rozbitego księstwa na arenie międzynarodowej. Wygrana Barbarossy nie doprowadziła jednak do przywrócenia władzy Wygnańca. Władysław II zmarł w 1159, prawdopodobnie w Altenburgu.
Pierwsze korekty w statucie nastąpiły w 1146 po wygnaniu Władysława II. Seniorem został Bolesław Kędzierzawy, podporządkowując sobie Śląsk, Mieszko Stary otrzymał wschodnią Wielkopolskę z Gnieznem, Henryk natomiast dzielnicę w postaci ziemi sandomierskiej. Kolejne zmiany w ustawie nastąpiły w 1163, w których Kędzierzawy odstąpił Śląsk synom Władysława II – Bolesławowi Wysokiemu i Mieszkowi Plątonogiemu oraz w 1166 po bezpotomnej śmierci Henryka Sandomierskiego. Tenże zapisał dzielnicę na rzecz najmłodszego brata. Kazimierz otrzymał jednak tylko Księstwo Wiślickie z części ziemi sandomierskiej, wraz z grodami: Małogoszcz, Żarnów i Skrzynno. Powodem miała być uzurpacja starszych braci do dzielnicy po zmarłym Henryku, którzy zajęli jej większą część. Kędzierzawy przejął Sandomierz wraz z przyległymi ziemiami, Mieszko zaś bliżej nieokreślone dominium. Po śmierci Bolesława w 1173 seniorem został, zgodnie ze starszeństwem, Mieszko Stary. Jego rządy w Krakowie trwały do 1177. Został obalony przez możnowładców, którzy ostatecznie przekazali władzę Kazimierzowi Sprawiedliwemu (potwierdzoną przez zjazd w Łęczycy w 1180), co oznaczało ostateczne złamanie zasady senioratu.
Seniorat prawdopodobnie został przywrócony w 1210 przez Innocentego III. Według opinii historyków bulla jednak nie weszła w życie, ponieważ nie została zatwierdzona przez wystawcę. Dalsza opinia badaczy skłania do założenia, że śmierć Leszka Białego, syna Kazimierza, w 1227 w Marcinkowie pod Gąsawą oznaczała definitywny zanik władzy centralnej w Polsce. Henryk I Brodaty, obejmując rządy po zmarłym Władysławie Laskonogim w 1231, był jednym z najpotężniejszych władców piastowskich okresu rozbicia dzielnicowego. Jego polityka doprowadziła do zaniechania przywrócenia zasady pryncypatu-senioratu.

## Ustawa w historiografii

### Ustawa w polskich źródłach średniowiecznych
- Wincenty Kadłubek w (łac.) Historia Polonica (Kronika polska) wspomniał o podziale państwa po śmierci Bolesława Krzywoustego. Zaznaczył, że spadkobiercami zostali wszyscy synowie księcia, zaś dzielnicami małoletnich synów, Henryka i Kazimierza, mieli zawiadywać wyznaczeni opiekunowie (tzw. konsens).

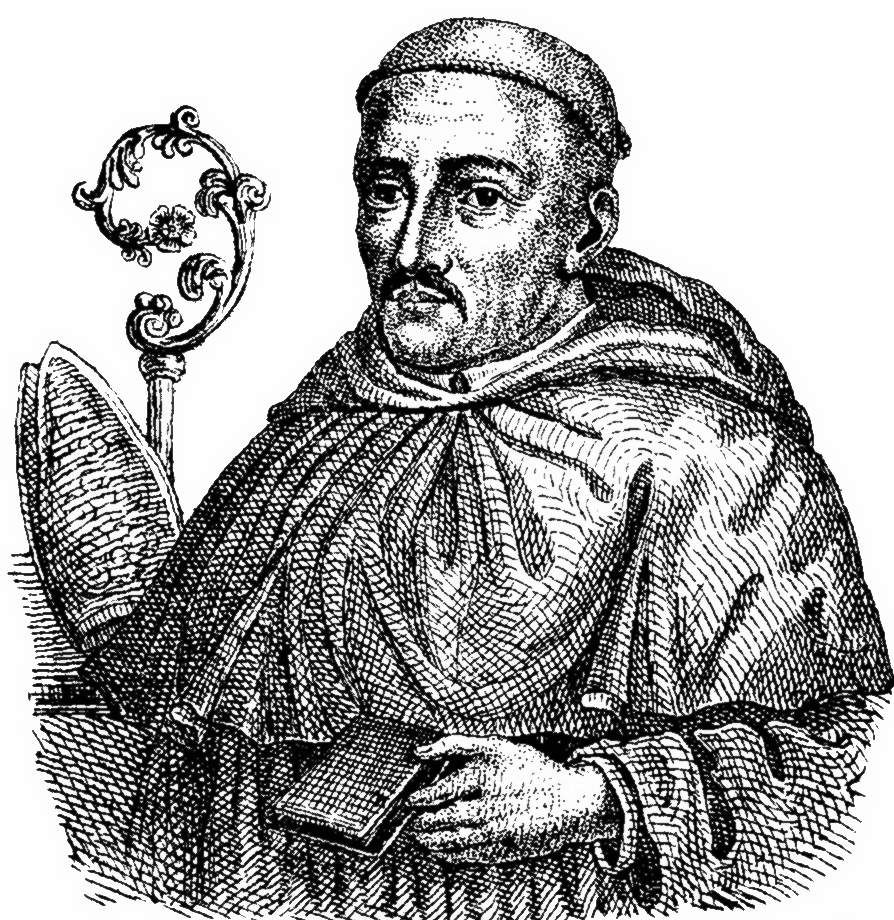
Wincenty Kadłubek

(...) Gdy poczuł, że (los) żąda już od niego śmiertelnej powinności, poleca spisać dokumenty testamentowe. Przekazuje w nich w spadku czterem synom i to co osiągnięte zasługami przodków i następstwo w królestwie, wyznaczając stałe granice czterech dzielnic w ten sposób, że w ręku najstarszego miało pozostać i księstwo dzielnicy krakowskiej i władza zwierzchnia. A jeśliby spotkało go to, co ludzkie, zawsze starszeństwo i wzgląd pierworództwa miały rozstrzygać spór o następstwo. (...) pacholęciu zapisuje się w spadku piąte koło u wozu czterokonnego (kwadrygi). (...) Niech więc ustaną żale na nielitościwy testament, słuszną bowiem jest rzeczą, aby dzielnice małoletnich powierzano opiekunom, nie małoletnim. (...)

- Jan Długosz w (łac.) Annales seu cronicae incliti Regni Poloniae (Roczniki czyli kroniki sławnego Królestwa Polskiego), podobnie jak Wincenty Kadłubek, zaznaczył, że wszyscy synowie otrzymali dzielnice. Ziemią Kazimierza mieli zarządzać jego opiekunowie. Kronikarz opisał podział państwa w następujący sposób:

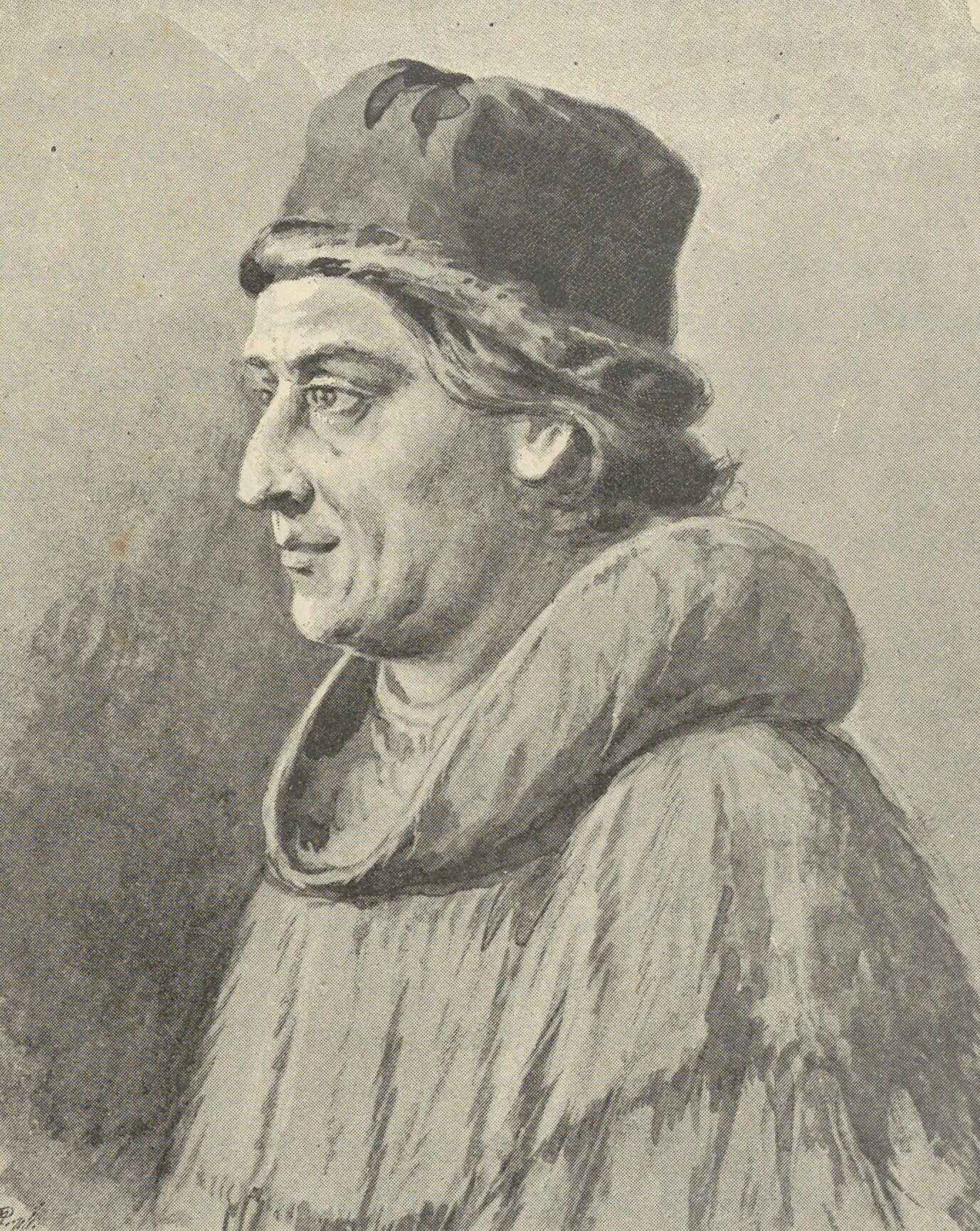
Jan Długosz

(...) Dla zabieżenia przeto domowym wojnom, zwadom i rozterkom, mogącym po jego zgonie wybuchnąć, królestwo Polskie, którego dotąd sam jeden książęciem był i monarchą, między synów podzielił w ten sposób, że najstarszemu Władysławowi zrodzonemu z Rusinki odkazał ziemię Krakowską, Sieradzką, Łęczycką, Szlązk i Pomorze, zalecając, aby przy nim jako pierworodnym zostało prawo starszeństwa, zwierzchnia władza i powaga. (...) Bolesławowi zaś Kędzierzawemu naznaczył ziemię Mazowiecką, Dobrzyńską, Kujawską i Chełmińską; Mieczysławowi Staremu Gnieźnieńską, Poznańską i Kaliską, a Henrykowi I Sandomierską i Lubelską, wraz z ich powiatami i przynależnościami. Miał jeszcze Bolesław piątego syna Kazimierza, narodzonego w roku zeszłym, niemowlę w kolebce, któremu przy rozdziale ziem i prowincyj między czterech synów żadnej nie wyznaczył dzielnicy. (...) „Tak i oto dziecię między czterema bracią współdziedzicami a odkażaną ma spuściznę, która będzie większą i poważniejszą niżeli ich dzielnice (...) trzeba staranie o niej zostawić opiekunom”.

### Dyskusja wokół ustawy sukcesyjnej
Dyskusja nad postanowieniami statutu Bolesława Krzywoustego rozpoczęła się w II poł. XIX w. (Karol B. Hoffman, A. Małecki, M. Kantecki, W. Kętrzyński, S. Smolka i O. Balzer). Współcześni polscy mediewiści, w wielu swoich naukowych rozprawach przedstawiają koncepcje, które dają nowe spojrzenie na dokument sukcesyjny.
Wśród badaczy istnieją rozbieżności w kwestii rozporządzeń zawartych w ustawie:
- Marek Derwich (mediewista) ustalił dzielnice dla potomków Krzywoustego, podobnie jak Antoni Małecki w 1876. Władysław II miał otrzymać Śląsk jako dzielnicę dziedziczną i dzielnicę senioralną złożoną z ziemi krakowskiej, sieradzkiej i łęczyckiej. W gestii seniora miało być utrzymane zwierzchnictwo nad Pomorzem. Do pozostałych dóbr przyrodnich braci należały: Mazowsze z Kujawami (Bolesław Kędzierzawy), cała Wielkopolska z Poznaniem, Gnieznem i Kaliszem (Mieszko Stary) i prowincja sandomierska (Henryk Sandomierski)[36].
- Roman Grodecki (historyk, mediewista) uważał, że dokument, sporządzony na piśmie i mający znamiona urzędowego, został zaprzysiężony przez hierarchów kościelnych i możnych. Państwo według jego opinii miało być podzielone między czterech synów, z wyłączeniem Kazimierza II. Dzielnice miały być dziedziczne, rządy juniorów natomiast pozostawały pod zwierzchnictwem (łac.) princepsa (łac.) dux maximusa[37]. Kazimierz Sprawiedliwy miał dopiero otrzymać część ziem po bezpotomnie zmarłym w 1166 Henryku. Według badacza książę sandomierski zapisał Kazimierzowi całość dzielnicy, jednakże uzurpacje Bolesława Kędzierzawego oraz Mieszka Starego doprowadziły do podziału tych ziem na trzy części, z czego jedna – tzw. Księstwo Wiślickie – przypadła dla najmłodszego[30]. Historyk sądził, że oprawa wdowia Salomei złożona z ziem: sieradzkiej i łęczyckiej należała do dzielnicy senioralnej[38].
- Gerard Labuda (historyk, mediewista) dowodził, że Bolesław ustanowił pryncypat, który wraz z dzielnicą senioralną mieli obejmować synowie Krzywoustego kolejno według starszeństwa. Mediewista uważał, że Bolesław podzielił państwo między trzech, a nie czterech synów: Władysława II, Bolesława Kędzierzawego i Mieszka Starego. Według badacza dzielnica senioralna nie obejmowała ziem: łęczyckiej i sieradzkiej[20].
- Karol Maleczyński (historyk, mediewista) opowiadał się, że ustawa sukcesyjna obejmowała pięciu synów Bolesława. Dowodził, że Kazimierz II otrzymał bliżej nieokreślone uposażenie, gdzie już w 1145 dokonywał razem z braćmi nadanie m.in. Łęczycy i Ostrowa[39]. Według badacza został zastosowany podwójny system władzy: seniorat, który należał do najstarszego z synów i primogenitura, która obejmowała pozostałych wraz z ich potomstwem[40]. Mediewista równocześnie opowiadał się, że oprawa wdowia obejmowała większe terytorium niż ziemie łęczycka i sieradzka. Po śmierci Salomei (27 lipca 1144) ziemie te zostały podzielone między (łac.) princepsa Władysława II, który otrzymał większą część oprawy i najmłodszego – Kazimierza II[41].
- Tadeusz Wojciechowski (mediewista) opowiadał się za tym, że Księstwo Polskie zostało podzielone na cztery równej wielkości dzielnice. Według niego Władysław II otrzymał Śląsk (prawdopodobnie z ziemią lubuską), Bolesław Kędzierzawy Mazowsze, Mieszko Stary dziedziczył ziemie zachodniej Wielkopolski z Poznaniem, Henryk Sandomierski natomiast część Małopolski z Sandomierzem. Salomea dożywotnio miała otrzymać bliżej nieokreśloną dzielnicę jako oprawę wdowią. Tzw. księstwo centralne złożone z Wielkopolski wschodniej z Gnieznem, Małopolski z Krakowem, ziemi sieradzkiej, łęczyckiej i Kujaw miało być wyłączone z dziedziczenia. Kolejno na tronie mieli zasiadać książęta-juniorzy według starszeństwa[42].

W literaturze przedmiotu istnieją hipotezy podające w wątpliwość fakt istnienia dokumentu, oraz negujące przyczynę rozbicia dzielnicowego.
- Edward Rymar (mediewista, genealog) dowodził, że nie było podziału państwa na dzielnice jak to miało miejsce w innych krajach, np.: na Rusi. Księstwo Polskie, według niego stanowiło nadal całość polityczną, które było pod zwierzchnią władzą księcia (łac.) princepsa (wzór zaczerpnięty z Czech)[43]. Zgodnie ze stanowiskiem S. Smolki, K. Maleczyńskiego oraz J. Adamusa twierdził, że senior kontrolował główne grody kraju, posiadał nieograniczoną władzę wojskową, sądowniczą, w sprawach polityki zagranicznej, zwierzchnictwo nad Pomorzem oraz sprawował opiekę nad przyrodnimi braćmi i Kościołem. Posiadał prawo inwestytury[2]. Edward Rymar na podstawie epitafium nagrobkowego pochodzącego z klasztoru cystersów w Lubiążu dowodził, że Władysław II był władcą, któremu dziedzicznie przypadał nie tylko Śląsk, ale i dzielnica senioralna (Małopolska z Krakowem, środkowa część Polski z Sieradzem, wschodnia Wielkopolska z Gnieznem i pasem zanoteckim oraz, jak wskazywał, Kujawy[44]). Ziemię lubuską natomiast wyłączył jako dziedziczną. Pozostałe dzielnice, które objęli juniorzy, były niewielkimi dziedzicznymi obszarami[45].
- Stanisław Szczur (historyk, mediewista) twierdził, że nie było żadnego testamentu. Wydzielenie dzielnic w zarząd synom Bolesława III nastąpiło na mocy ustawy sukcesyjnej podjętej zapewne na wiecu. Zdaniem badacza ustawa nie przewidywała dziedziczenia dzielnic przez potomstwo synów Krzywoustego. Cały kraj nadal należał do princepsa, a książęta-juniorzy nie byli samodzielni w swoich dzielnicach, gdyż przejęli kompetencje komesów dzielnicowych[1]. Do około 1180 nadal występował (łac.) comes pallatinus, czyli wojewoda ogólnopolski, a dopiero w następnych latach zaczynały się tworzyć urzędy palatynów dzielnicowych[46].

### Źródła
- Wincenty Kadłubek, Kronika polska, Brygida Kürbis (tłum.), Wrocław: Zakład Narodowy im. Ossolińskich, 2003, ISBN 83-04-04613-X, ISBN 83-7316-258-5, OCLC 69537864. Brak numerów stron w książce

### Źródła online
- Bielowski A. (red.), Monumenta Poloniae Historica (pol.), T. II, Lwów 1872, [dostęp 2010-03-02].
- Długosz J., Jana Długosza kanonika krakowskiego Dziejów polskich ksiąg dwanaście (pol.), T. I, Kraków 1867, [dostęp 2018-10-06].
- Pertz G.H., Annales Magdeburgenses (Monumenta Germaniae Historica) (łac.), T. XVI, Hannoverae 1859, [dostęp 2011-07-01].

### Opracowania
- Bieniak J., Polska elita polityczna XII wieku (Część II. Wróżda i zgoda), [w:] Kuczyński K. (red.), Społeczeństwo Polski średniowiecznej, T. III, Warszawa 1985, ISBN 83-01-05657-6.
- Buczek K., Jeszcze o testamencie Bolesława Krzywoustego, [w:] „Przegląd Historyczny”, T. 60, 1969.
- Mariusz Dworsatschek, Władysław II Wygnaniec, Kraków: Towarzystwo Autorów i Wydawców Prac Naukowych „Universitas”, 2009, ISBN 978-83-242-0814-2, OCLC 751024664. Brak numerów stron w książce
- Roman Grodecki, Stanisław Zachorowski, Jan Dąbrowski, Dzieje Polski średniowiecznej, Jerzy Wyrozumski (oprac.), t. I, Kraków: Towarzystwo Autorów i Wydawców Prac Naukowych „Universitas”, 1995, ISBN 83-7052-230-0, OCLC 749800787. Brak numerów stron w książce
- Paweł Jasienica, Polska Piastów, Warszawa: Prószyński i S-ka, 2007, ISBN 978-83-7469-479-7, OCLC 169978949. Brak numerów stron w książce
- Gerard Labuda, Korona i infuła. Od monarchii do poliarchii, Kraków: Krajowa Agencja Wydawnicza, 1996, ISBN 83-03-03659-9, OCLC 233502954. Brak numerów stron w książce
- Labuda G., Testament Bolesława Krzywoustego, [w:] Horst A. (red.), Opuscula Casimiro Tymieniecki septuagenario dedicata, Poznań 1959.
- Maleczyński K., Bolesław III Krzywousty, Wrocław – Warszawa – Kraków – Gdańsk 1975.
- Marzec A., Bolesław III Krzywousty, [w:] Szczur S., Ożóg K. (red.), Piastowie. Leksykon biograficzny, Kraków 1999, ISBN 83-08-02829-2.
- Stanisław Szczur, Historia Polski – średniowiecze, Kraków: Wyd. Literackie, 2002, ISBN 83-08-03273-7, OCLC 830373090. Brak numerów stron w książce

### Opracowania online
- Rymar E., Primogenitura zasadą regulującą następstwo w pryncypat w ustawie sukcesyjnej Bolesława Krzywoustego (pol.), [w:] „Śląski Kwartalnik Historyczny «Sobótka»”, z. 1, Wrocław 1993, [dostęp 2011-06-29].
- Śmiech A., Testament Bolesława Krzywoustego (pol.), [dostęp 2009-08-24].

### Literatura dodatkowa
- Bieniak J., Powstanie księstwa opolsko-raciborskiego jako wyraz przekształcania się Polski w dzielnicową poliarchię, [w:] Pobóg-Lenartowicz A. (red.), Sacra Silentii Provintia. 800 lat dziedzicznego księstwa opolskiego (1202-2002), Opole 2003, ISBN 83-88939-64-5.
- Dowiat J., Polska – państwem średniowiecznej Europy, Warszawa 1968.
- Zbigniew Dalewski, Władza Przestrzeń Ceremoniał. Miejsce i uroczystość stanowienia władcy w Polsce średniowiecznej do końca XIV w., Warszawa: Neriton, 1996, ISBN 83-86842-06-7, OCLC 750802186. Brak numerów stron w książce
- Sławomir Gawlas, O kształt zjednoczonego Królestwa. Niemieckie władztwo terytorialne a geneza społeczno-ustrojowej odrębności Polski, Warszawa: DiG, 2000, ISBN 83-7181-156-X, OCLC 177296781. Brak numerów stron w książce
- Labuda G., Zabiegi o utrzymanie jedności państwa polskiego w latach 1138–1146, [w:] „Kwartalnik Historyczny”, nr 66, z. 4, Warszawa 1959.
- Łowmiański H., Początki Polski, T. VI, cz. I, Warszawa 1985.
- Maleczyński K., Testament Bolesława Krzywoustego (recenzja z: G. Labuda, Testament...), „Śląski Kwartalnik Historyczny «Sobótka»” nr 16, z. 1, Wrocław 1961.
- Natanson-Leski J., Nowy rzut oka na podziały według statutu Bolesława Krzywoustego, [w:] „Czasopismo Prawno-Historyczne”, T. 8, z. 2, Poznań 1956.
- Sosnowska A., Tytulatura pierwszej generacji książąt dzielnicowych z dynastii Piastów (1138-1202), [w:] Historia 5, nr 1, 1997.
- Spors J., Podział dzielnicowy Polski według statutu Bolesława Krzywoustego ze szczególnym uwzględnieniem dzielnicy seniorackiej, Słupsk 1978.
- Teterycz A., Rządy księcia Henryka, syna Bolesława Krzywoustego w ziemi Sandomierskiej, [w:] Śliwiński B. (red.), Mazowsze, Pomorze, Prusy. Gdańskie Studia Historyczne z Dziejów Średniowiecza T. 7, Gdańsk 2000, ISBN 83-905486-5-8.
- Wojciechowski T., Szkice historyczne jedenastego wieku, [w:] „Kwartalnik Historyczny”, nr 31, Lwów 1917.